# Eugene Kingsale
Eugene Humphrey (Gene) Kingsale (Solito (Aruba), 20 augustus 1976) is een Arubaans-Nederlandse honkballer. Hij slaat dubbelhandig (switch-hitter) en werpt rechtshandig.

## Clubs
Op 3 september 1996 maakte Kingsale zijn debuut in de Major League Baseball bij de Baltimore Orioles, waar hij al sinds 1993 onder contract stond, een club waar hij tot 2001 onder contract bleef. Vervolgens kwam hij uit voor de Seattle Mariners (2001-2002), de San Diego Padres (2002) en de Detroit Tigers (2003). Nadat hij in enkele Minor-League clubs speelde, kwam hij in 2005 naar Nederland bij Almere'90 waar hij speelde tot hij een zware blessure kreeg in 2007. In 2008 maakte hij zijn rentree bij Neptunus.

## Nederlands team
Kingsale maakte zijn debuut bij het Nederlands honkbalteam in de aanloop naar de WK van 2003, op dat kampioenschappen was hij een van de beste slagmannen van het Nederlands team. Ook op het WK van 2005, waar Nederland vierde werd, was Kingsale van de partij. Tijdens de Olympische Spelen van 2004 in Athene maakte Kingsale zijn Olympisch debuut. Hij werd later uitgeroepen tot beste Europese honkballer van dat toernooi. Kingsale is sindsdien een vaste waarde in het Nederlands team, en is ook voor de Olympische Spelen van 2008 in Peking weer geselecteerd.
Bij de World Baseball Classic in 2009 deed Kingsale van zich spreken door in de 10e inning het gelijkmakende punt voor Nederland binnen te slaan en het beslissende punt te scoren in de tweede wedstrijd tegen honkbalreus Dominicaanse Republiek. Nederland won hierdoor met 2-1 en plaatste zich voor de tweede ronde van het toernooi.

## Onderscheiding
Kingsale werd in 2003 voor zijn verdiensten binnen het honkbal benoemd tot Ridder in de Orde van Oranje-Nassau. Hij kreeg de orde op Aruba uitgereikt door de gouverneur-generaal.
Sharnol Adriana · 
Wladimir Balentien · 
Johnny Balentina · 
Patrick Beljaards · 
Maikel Benner · 
Yurendell de Caster · 
Ivanon Coffie · 
Rob Cordemans · 
Robin van Doornspeek · 
Dave Draijer · 
Evert-Jan 't Hoen · 
Chairon Isenia · 
Eelco Jansen · 
Sidney de Jong · 
Ferenc Jongejan · 
Eugene Kingsale · 
Dirk van 't Klooster · 
Patrick de Lange · 
Raily Legito · 
Calvin Maduro · 
Diego Markwell · 
Ralph Milliard · 
Harvey Monte · 
Alexander Smit
Sharnol Adriana · 
David Bergman · 
Leon Boyd · 
Yurendell de Caster · 
Rob Cordemans · 
Dave Draijer · 
Michael Duursma · 
Bryan Engelhardt · 
Percy Isenia · 
Sidney de Jong · 
Michiel van Kampen · 
Eugene Kingsale · 
Dirk van 't Klooster · 
Roel Koolen · 
Raily Legito · 
Diego Markwell · 
Shairon Martis · 
Martijn Meeuwis · 
Danny Rombley · 
Jeroen Sluijter · 
Tjerk Smeets · 
Alexander Smit · 
Juan Carlos Sulbaran · 
Pim Walsma